# Europawahl in Dänemark 1984
Die Europawahl in Dänemark 1984 fand am 17. bzw. 20. Juni 1984 im Rahmen der EG-weit stattfindenden Europawahl 1984 statt. In Dänemark wurden 16 der 434 Sitze vergeben; dabei war ein Sitz für Grönland reserviert. Nach dem bei der Wahl bereits feststehenden Austritt Grönlands aus der EG am 31. Dezember 1984 wurde der 16. Sitz innerhalb Dänemarks neu vergeben. Die Wahl in Grönland fand am 20. Juni (Sonntag) statt, im Rest Dänemarks wurde wie traditionell bereits am Donnerstag gewählt.
Wahlberechtigt waren (einschließlich Grönland) 3.878.600 Wähler. Davon nahmen 2.025.696 Wähler teil, was einer Wahlbeteiligung von 52,2 % entspricht.

## Ausgangslage

### Scheidendes Parlament
| Fraktion                       | Fraktion                                                                                             | Mandate | Partei | Partei                      | Mandate |
| ------------------------------ | --- | ------- | ------ | --------------------------- | ------- |
|                                | Sozialistische Fraktion                                                                              | 4 / 16  |        | Socialdemokraterne          | 3 / 16  |
|                                | Sozialistische Fraktion                                                                              | 4 / 16  | Siumut | 1 / 16                      |         |
|                                | Fraktion für die technische Koordinierung und Verteidigung der unabhängigen Gruppen und Abgeordneten | 4 / 16  |        | Folkebevægelsen mod EU      | 4 / 16  |
|                                | Liberale und Demokratische Fraktion                                                                  | 3 / 16  |        | Venstre                     | 3 / 16  |
|                                | Europäische Demokraten                                                                               | 2 / 16  |        | Det Konservative Folkeparti | 2 / 16  |
|                                | Fraktion der Europäischen Volkspartei                                                                | 1 / 16  |        | Centrum-Demokraterne        | 1 / 16  |
|                                | Fraktion der Kommunisten und Nahestehenden                                                           | 1 / 16  |        | Socialistisk Folkeparti     | 1 / 16  |
|                                | Fraktion der Europäischen Demokraten für den Fortschritt                                             | 1 / 16  |        | Det Konservative Folkeparti | 1 / 16  |
|                                | |         |        |                             |         |
| Quelle: Europäisches Parlament | |         |        |                             |         |

### Listen und Parteien
| N. | Liste | Liste                            | Europapartei |
| -- | ----- | -------------------------------- | ------------ |
| A  |       | Socialdemokraterne (S)           | SPE          |
| B  |       | Radikale Venstre (RV)            | –            |
| C  |       | Det Konservative Folkeparti (KF) | –            |
| F  |       | Socialistisk Folkeparti (SF)     | –            |
| M  |       | Centrum-Demokraterne (CD)        | –            |
| N  |       | Folkebevægelsen mod EU           | –            |
| Q  |       | Kristeligt Folkeparti (KrF)      | –            |
| Y  |       | Venstresocialisterne (VS)        | –            |
| V  |       | Venstre (V)                      | –            |
| Z  |       | Fremskridtspartiet (Frp)         | –            |

## Ergebnis

### Ergebnis in Dänemark
Der nach dem Austritt Grönlands freie 16. Sitz fiel an die Socialistisk Folkeparti.
| Listen                  | Listen                      | Stimmen   | %    | +/-  | Mandate | +/- |
| ----------------------- | --------------------------- | --------- | ---- | ---- | ------- | --- |
|                         | Det Konservative Folkeparti | 414.177   | 20,8 | +6,8 | 4       | +2  |
|                         | Folkebevægelsen mod EU      | 413.808   | 20,8 | –0,2 | 4       | ±0  |
|                         | Socialdemokraterne          | 387.098   | 19,4 | –2,5 | 3       | ±0  |
|                         | Venstre                     | 248.397   | 12,5 | –2,0 | 2       | –1  |
|                         | Socialistisk Folkeparti     | 183.580   | 9,2  | +4,5 | 1       | ±0  |
|                         | Centrum-Demokraterne        | 131.984   | 6,6  | +0,5 | 1       | ±0  |
|                         | Fremskridtspartiet          | 68.747    | 3,5  | –2,3 | –       | –1  |
|                         | Radikale Venstre            | 62.560    | 3,1  | –0,1 | –       | ±0  |
|                         | Kristeligt Folkeparti       | 54.624    | 2,7  | +1,0 | –       | ±0  |
|                         | Venstresocialisterne        | 25.305    | 1,3  | –2,1 | –       | ±0  |
| Gesamt                  | Gesamt                      | 1.990.280 | 100  |      | 15      | –   |
|                         |                             |           |      |      |         |     |
| Ungültige Stimmen       | Ungültige Stimmen           | 23.079    | 1,1  |      |         |     |
| Wähler                  | Wähler                      | 2.013.359 | 52,4 |      |         |     |
| Wahlberechtigte         | Wahlberechtigte             | 3.843.947 |      |      |         |     |
|                         |                             |           |      |      |         |     |
| Quelle: Folketingsårbog |                             |           |      |      |         |     |

### Ergebnis in Grönland
Das Mandat in Grönland verteidigte die sozialdemokratische Siumut. Dabei stand nach einer Volksabstimmung am 23. Februar 1982 der Austritt Grönlands aus der EG bereits fest. Durch den Austritt am 31. Dezember 1984 verfiel der Sitz.
| Listen | Listen  | Stimmen | %    | Mandate |
| ------ | ------- | ------- | ---- | ------- |
|        | Siumut  | 7.386   | 63,5 | 1       |
|        | Atassut | 4.240   | 36,5 | –       |
| Gesamt | Gesamt  | 11.626  | 100  | 1       |

## Fraktionen im Europäischen Parlament
| Partei                         | Partei                      | Mandate | Fraktion |
| ------------------------------ | --------------------------- | ------- | -------- |
|                                | Det Konservative Folkeparti | 4 / 16  | ED       |
|                                | Folkebevægelsen mod EU      | 4 / 16  | ARC      |
|                                | Socialdemokraterne          | 3 / 16  | SOZ      |
|                                | Venstre                     | 2 / 16  | LD       |
|                                | Socialistisk Folkeparti     | 1 / 16  | KOM      |
|                                | Centrum-Demokraterne        | 1 / 16  | EVP      |
|                                | Siumut                      | 1 / 16  | SOZ      |
|                                |                             |         |          |
| Quelle: Europäisches Parlament |                             |         |          |